# Tomopteris smithii
Tomopteris smithii är en ringmaskart som beskrevs av Addison Emery Verrill 1880. Tomopteris smithii ingår i släktet Tomopteris och familjen Tomopteridae. Inga underarter finns listade i Catalogue of Life.